# Charles Vyner Brooke
Sir Charles Vyner Brooke (Greenwich, 26 settembre 1874 – Londra, 9 maggio 1963) è stato un sovrano indonesiano, ultimo Rajah di Sarawak dal 1917 al 1946.

## Biografia

### I primi anni
Figlio del raja Charles Brooke e di sua moglie Margaret Alice Lili de Windt (sorella del noto esploratore Harry de Windt), Charles Vyner nacque a Greenwich e trascorse poi la sua giovinezza a Londra, venendo educato a Clevedon, al Winchester College ed al Magdalene College di Cambridge. Entrò quindi nel servizio pubblico del Sarawak.
Fu aiutante di campo di suo padre nel 1897-1898, ufficiale di distretto di Simanggang 1898–1901, residente di Mukah e Oya 1902–1903, residente della terza divisione 1903–1904, presidente del tribunale di corte 1904–1911, vice-presidente dei consigli generali 1904–1911.
Nella sua carriera militare, fu sottotenente nel 3rd County of London Yeomanry (Sharpshooters) dal 12 maggio 1911, ma si dimise il 21 maggio 1913. Durante la prima guerra mondiale, prestò servizio in incognito a bordo di unità navali antiaeree, a Shoreditch, East London.
Ottenne il titolo personale di Altezza per ordine di Giorgio V del Regno Unito il 22 giugno 1911. Nel Regno Unito conobbe e poi sposò Sylvia Brett, figlia di Reginald Baliol Brett, II visconte Esher, il 21 febbraio 1911. La coppia si trasferì quindi nel Sarawak.

### Il regno

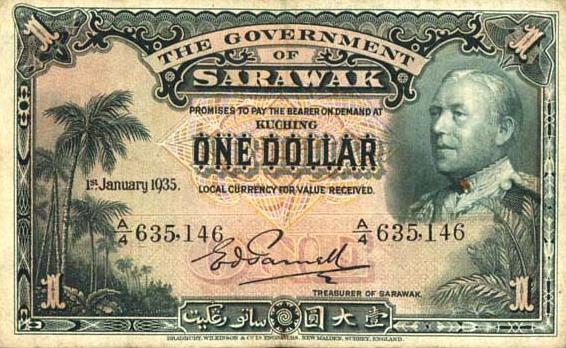
Charles Vyner Brooke su una banconota da 1 dollaro del regno di Sarawak

Alla morte di suo padre, Charles Vyner gli succedette il 17 maggio 1917 e venne proclamato raja il 24 maggio successivo a Kuching. Prestò giuramento al consiglio il 22 luglio 1918. I primi anni di regno di Charles Vyner (ruolo per il quale si servì ampiamente del fratello minore, Bertram secondo quanto chiestogli dal suo stesso genitore) furono dettati da grande prosperità nell'industria della gomma e petrolifera, il che gli permise di modernizzare sensibilmente il paese, introducendovi un codice penale sul modello di quello dell'India britannica nel 1924.
Ottenuto il titolo di cavaliere nel 1927, Charles Vyner continuò la sua amministrazione bandendo i missionari cristiani dal suo regno e schierandosi contro i tagliatori di teste. Il Sarawak fu parte dalle ambizioni imperialistiche giapponesi, che si concretizzarono dal 25 dicembre 1941. In quello stesso anno, Charles Vyner ritirò 200.000 sterline dal tesoro nazionale per proprie spese personali in cambio della limitazione dei suoi poteri con la concessione di una nuova costituzione di stato. Charles Vyner e la sua famiglia si recarono in visita a Sydney, in Australia, dove rimasero per il resto della guerra.
Il The Daily Telegraph lo descrisse come un "vecchio winchesteriano, ... uno dei pochi monarchi al mondo che possa ancora dire L'État, c'est moi!." Allo stesso modo il Who's Who lo descriveva così: "Ha guidato diverse spedizioni nell'entroterra del suo reame per punire i cacciatori di teste; sa come reggere i nativi; governa una popolazione di 500.000 anime e un paese di 40.000 miglia quadrate.

### Abdicazione e ultimi anni

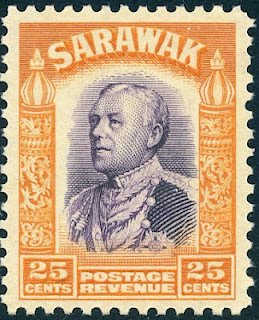
Charles Vyner Brooke in un francobollo del 1934

Charles Vyner tornò nel Sarawak il 15 aprile 1946 e temporaneamente riprese il pieno controllo dello stato sino al 1º luglio di quello stesso anno quando prese la decisione di cedere il Sarawak al governo britannico che ne fece una propria colonia, ponendo così fine de facto al governo dei raja sul Sarawak. Charles Vyner morì al n. 13 di Albion Street, nel quartiere di Bayswater, a Londra, il 9 maggio 1963, quattro mesi prima che il Sarawak entrasse a far parte della federazione della Malesia, il 16 settembre 1963.
Suo nipote, Anthony Brooke, divenne membro del servizio civile e magistrato. Principe ereditario dal 1937 in quanto unico erede maschio del sovrano, si oppose fermamente alla cessione dello stato alla corona britannica. Il movimento anti-cessione si accentuò nel 1948 quando il secondo governatore britannico del Sarawak, Duncan Stewart, venne assassinato da un giovane nazionalista di nome Rosli Dhobi a Sibu. I sospetti ricaddero su Anthony come mandante dell'omicidio, ma venne infine rivelato che il principe non aveva legami con quanto accaduto. Nel 1951, infine, Anthony rinunciò ufficialmente alle sue pretese sul trono del Sarawak e visse in Nuova Zelanda morendo a 98 anni il 2 marzo 2011.
Charles Vyner, come i suoi predecessori, venne sepolto nella St Leonard's Church del villaggio di Sheepstor a Dartmoor, in Inghilterra.

## Matrimonio e figli
Charles Vyner Brooke e Sylvia Leonora Brett ebbero tre figlie:
- Leonora Margaret, contessa di Inchcape, moglie di Kenneth Mackay, II conte di Inchcape; alla morte di questi si risposò con il colonnello statunitense Francis Parker Tompkins.
- Elizabeth, cantante ed attrice, moglie di Harry Roy e poi di Richard Vidmer.
- Nancy Valerie, attrice (in particolare nel film La carica dei seicento), sposò in prime nozze Robert Gregory, un wrestler americano, poi José Pepi Cabarro, un uomo d'affari spagnolo; in terze nozze sposò Andrew Aitken Macnair; in quarte nozze sposò Memery Whyatt. Morì in Florida.

## Ascendenza
|                                 |                         |                            | Genitori                         |  |  | Nonni |  |  | Bisnonni        |  |  | Trisnonni |
|                                 |                         |                            |                                  |  |  |       |  |  | Charles Johnson |  |  |           |
|                                 |                         |                            |                                  |  |  |       |  |  |                 |  |  |           |
|                                 |                         |                            |                                  |  |  |       |  |  |                 |  |  |           |
| Francis Charles Johnson         |                         |                            |                                  |  |  |       |  |  |                 |  |  |           |
|                                 |                         | Mary Willes                | William Willes                   |  |  |       |  |  |                 |  |  |           |
|                                 |                         | Mary Willes                | William Willes                   |  |  |       |  |  |                 |  |  |           |
|                                 |                         | Mary Willes                | Margaret Jeans                   |  |  |       |  |  |                 |  |  |           |
| Charles Brooke, raja di Sarawak |                         | Mary Willes                |                                  |  |  |       |  |  |                 |  |  |           |
|                                 |                         | Thomas Brooke              | Robert Brooke                    |  |  |       |  |  |                 |  |  |           |
|                                 |                         | Thomas Brooke              | Robert Brooke                    |  |  |       |  |  |                 |  |  |           |
|                                 |                         | Thomas Brooke              | Ruth Pattle                      |  |  |       |  |  |                 |  |  |           |
| Emma Frances Brooke             |                         | Thomas Brooke              |                                  |  |  |       |  |  |                 |  |  |           |
|                                 |                         | Anna Maria Stuart          | William Stuart, IX lord Blantyre |  |  |       |  |  |                 |  |  |           |
|                                 |                         | Anna Maria Stuart          | William Stuart, IX lord Blantyre |  |  |       |  |  |                 |  |  |           |
|                                 |                         | Anna Maria Stuart          | Harriot Teasdale                 |  |  |       |  |  |                 |  |  |           |
| Charles Vyner Brooke            |                         | Anna Maria Stuart          |                                  |  |  |       |  |  |                 |  |  |           |
|                                 | Joseph Clayton Jennings |                            |                                  |  |  |       |  |  |                 |  |  |           |
|                                 |                         |                            |                                  |  |  |       |  |  |                 |  |  |           |
|                                 |                         |                            |                                  |  |  |       |  |  |                 |  |  |           |
| Joseph Clayton Jennyns de Windt |                         |                            |                                  |  |  |       |  |  |                 |  |  |           |
|                                 |                         | Margaret Katherine Bray    |                                  |  |  |       |  |  |                 |  |  |           |
|                                 |                         |                            |                                  |  |  |       |  |  |                 |  |  |           |
|                                 |                         |                            |                                  |  |  |       |  |  |                 |  |  |           |
| Margaret Alice Lili de Windt    |                         |                            |                                  |  |  |       |  |  |                 |  |  |           |
|                                 |                         | John Samuel Willes-Johnson | Charles Johnson                  |  |  |       |  |  |                 |  |  |           |
|                                 |                         | John Samuel Willes-Johnson | Charles Johnson                  |  |  |       |  |  |                 |  |  |           |
|                                 |                         | John Samuel Willes-Johnson | Mary Willes                      |  |  |       |  |  |                 |  |  |           |
| Elizabeth Sarah Willes de Windt |                         | John Samuel Willes-Johnson |                                  |  |  |       |  |  |                 |  |  |           |
|                                 |                         | Elizabeth de Windt         | Jan de Windt                     |  |  |       |  |  |                 |  |  |           |
|                                 |                         | Elizabeth de Windt         | Jan de Windt                     |  |  |       |  |  |                 |  |  |           |
|                                 |                         | Elizabeth de Windt         | Sarah Roosevelt                  |  |  |       |  |  |                 |  |  |           |
|                                 |                         | Elizabeth de Windt         |                                  |  |  |       |  |  |                 |  |  |           |